# Nanzen-ji
Nanzen-ji (南禅寺|Nanzen-ji, o "Monasterio Zen del Sur" ) es un recinto monástico y de templos de culto budista de la ciudad de Kioto, Japón. Situado en las laderas de la montaña Higashiyama que bordea el este de Kioto, fue fundado por el emperador Kameyama en 1291. Este monasterio ostenta la dirección de la escuela Rinzai del budismo Zen. El recinto de Nazen-ji está catalogado por el gobierno japonés como lugar de importancia histórica de Japón y esta en la lista de Patrimonio Cultural de Japón. Así mismo, los jardines del Hōjō pertenecen a la lista de Lugares de Belleza Escénica del país.

## Historia
El Emperador Kameyama (1249-1305), 90.º emperador de Japón entre los años 1260 y 1274, construyó en 1264 en un paraje boscoso de las laderas de la montaña Higashiyama que bordea el este de la ciudad de Kioto, una villa de descanso que llamó Zenrinjiden. Kameyama perdió pronto el poder y se recluyó en su villa. La tradición dice que el recinto se llenó de espíritus y fantasmas y Kameyama pidió ayuda a varios sacerdotes y monjes para exorcizar su residencia. Solo tuvo éxito el monje zen Mukan Fumon (1212-1291), que mediante el silencio y la meditación devolvió la paz al lugar. El emperador abrazo el budismo zen y se hizo discípulo de Mukan y en 1291 donó su villa de Zerinjiden a la comunidad religiosa zen para convertirla en templo y monasterio con el nombre de Nanzen-ji y con Mukan Fumon como su primer abad. Las construcciones fueron terminadas durante el mandato de su sucesor en el cargo de abad, Soen (1261-1313). En 1325 el emperador Go-Daigo hace al célebre monje Musō Sōseki abad del monasterio. Este mismo emperador unos años más tarde (1334) asciende a Nanzen-ji al primer rango en la jerarquía del sistema Gozan de templos Rinzai.
El recinto ha sido destruido totalmente o en alguna de sus partes por varios incendios a lo largo del período Muromachi (en 1393, en 1447 y durante las guerras Ōnin en 1467). La más importante reconstrucción es de 1597, llevada a cabo por el shogun Toyotomi Hideyoshi (1536-1598), ya en el período Momoyama, y más tarde fue ampliado durante el período Edo. Durante la era Tokugawa (1600-1868) los abades del templo estuvieron del lado del shogunato  y parece ser que vigilaban las actividades del emperador. En este sentido, se ha sugerido que la galería superior de la gran puerta Sanmon del templo servía, entre otros usos, como observatorio para estos propósitos.
En 1611 entró a formar parte de las propiedades del templo el Seiryo-den, originalmente un edificio de la corte imperial donado al templo por el Emperador Go-Yōzei  que se convirtió en las dependencias del abad. Otras secciones de estas dependencias fueron originalmente parte de las propiedades del castillo de Fushimi, construido por el señor de la guerra Toyotomi Hideyoshi.
Del recinto de Nanzen-ji forman parte otros subtemplos como el Nanzen-in, el Tenju-an y el Konchi-in, todos ellos con relevantes jardines de estilo zen.
Atravesando el recinto del templo hay un acueducto de ladrillo construido en 1890 como parte del sistema de abastecimiento de agua del municipio de Kioto.

## Significado en el Budismo Zen
Nanzen-ji es el templo que encabeza la escuela Nanzen-ji de la rama Rinzai del budismo Zen. Como tal encabeza el sistema Gozan (五山) o de las Cinco Montañas, siguiendo un esquema jerárquico del budismo chino, en una posición especial por encima de los cinco templos que forman parte de este grupo: Tenryū-ji, Shōkoku-ji, Kennin-ji, Tōfuku-ji y Manju-ji. El templo que encabezaría este Gozan en Kioto sería precisamente Nanzen-ji. Tras terminar la construcción de Shōkoku-ji en 1386, se creó un nuevo sistema de jerarquización que otorgó a Nanzen-ji el título de "Primer templo de la Tierra" pasando a tener un rango superior y de supervisión sobre el resto.
Existiría otro Gozan de la misma escuela en Kamakura que también está encabezado por Nanzen-ji. 
| Nanzen-ji     |            |           |
|               | Kioto      | Kamakura  |
| Primer Rango  | Tenryū-ji  | Kenchō-ji |
| Segundo Rango | Shōkoku-ji | Engaku-ji |
| Tercer Rango  | Kennin-ji  | Jufuku-ji |
| Cuarto Rango  | Tōfuku-ji  | Jōchi-ji  |
| Quinto Rango  | Manju-ji   | Jōmyō-ji  |

## Edificios más relevantes

### Sanmon

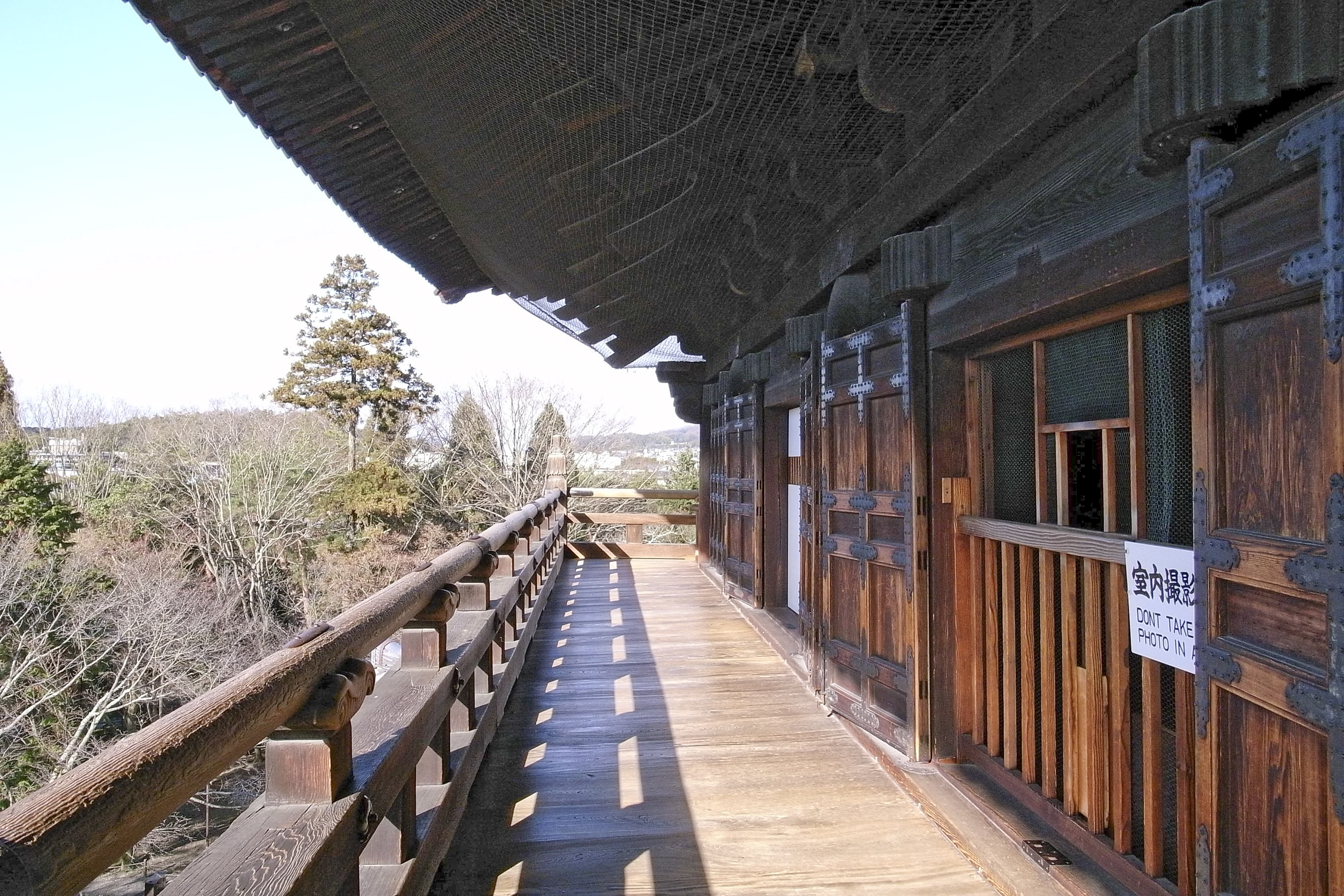
Vista de la galería de la Sanmon de Nanzen-ji.

La puerta Sanmon del recinto fue construida en 1296. Destruida en 1369 por orden del gobierno, fue reconstruida en 1628 por Tōdō Takatora, del clan Tokugawa, en honor de los soldados que murieron en el asedio del castillo de Osaka.,  Con aproximadamente 22 m de altura, esta gran estructura de madera es una de las tres puertas budistas más grandes de Japón. Es un buen ejemplo de estilo Zenshūyō, con una tejado a dos agudas cubierto de tejas de arcilla cocida, soportado por 5 pilares maestros y 3 vanos, número con varios simbolismos dentro del budismo: las tres joyas del budismo (budhha, dharma, sangha), las tres puertas del budismo (cuerpo, palabra, mente) o los tres métodos de conocimiento (percepción directa, inferencia, escritura), entre otros. Alberga una galería en el nivel superior a la que se accede por unas escaleras y desde la cual se puede observar todo el recinto y la ciudad de Kioto. En ella se guarda una estatua de Buda acompañado de 16 estatuas de Arhat, además de imágenes de Todo Takatora y de otros miembros del clan Tokugawa y tablillas mortuorias de cortesanos de alto rango. En los paneles hay pinturas de aves fénix y doncellas celestiales obra de Kanō Tanyu y Tosa Tokuetsu.
La puerta es célebre en la cultura japonesa porque en ella se desarrolla una famosa escena de una obra del teatro Kabuki titulada Sanmon Gozan no Kiri inspirada en la historia de un delincuente del siglo XVI llamado Ishikawa Goemon que precisamente es ejecutado junto a la Sanmon de Nanzen-ji (aunque teóricamente dicha ejecución fue en 1594, antes de que fuese reconstruida la puerta).,.

### Hōjō
El Hōjō es el edificio que alberga las estancias del abad del templo. El de Nanzen-ji es notable por su diseño, las obras de arte que alberga y por sus jardines.
El jardín está considerado como uno de los ejemplos más importantes del estilo karesansui. Fue creado a principios del siglo XVII por Kobori Masakazu. y ha sido designado como Lugar de Belleza Escénica Nacional de Japón.
El Hōjō  en sí mismo, también conocido como Seiryo-den, contiene un conjunto de importantes de pinturas sobre paneles, entre ellas la los célebres tigres de Kanō Tan'yū, designados como Tesoros Nacionales.

### Otros

#### Konchi-in
Subtemplo en uno de los extremos del recinto de Nanzen-ji. Fundando en 1400, se trasladó a su actual localización en el siglo XVII.

#### Tenju-an
Pequeño subtemplo dedicado al abad fundador de Nanzen-ji, Mukan Fumon. El edificio tiene un salón principal, una puerta y un estudio que datan de principios del siglo XVII. son especialmente valiosos por su belleza sus dos jardines.
|      |
| Hōjō |

|                          |
| Jardín karensui del Hōjō |

|                                                                 |
| Panel pintado representado unas grullas en el interior del Hōjō |

## Gallery
|       |
| Hattō |

|           |
| Nanzen-in |

|                                         |
| Detalle de uno de los jardines del Hōjō |

|                                     |
| Otra zona del complejo de Nanzen-ji |

|               |
| Vista otoñal. |